# Шувалова, Екатерина Петровна
Графиня Екатери́на Петро́вна Салтыко́ва, в замужестве Шува́лова (23 июня 1743 — 13 октября 1817) — дочь фельдмаршала графа П. С. Салтыкова, статс-дама императрицы Екатерины II, наперсница Платона Зубова, гофмейстерина двора великой княгини Елизаветы Алексеевны.

## Биография
В 1762 году вышла замуж за графа Андрея Петровича Шувалова и вскоре после свадьбы совершила с мужем заграничное путешествие, включавшее среди прочего посещение Вольтера в Фернее.
Вернувшись в 1766 году в Москву, Шуваловы поселились здесь в своем доме на Мясницкой, где в 1767 году удостоились посещения самой императрицы Екатерины Алексеевны. Благодаря её благосклонности графиня Екатерина Петровна заняла видное положение при дворе. «Отменно любезная в простом и приятельском сообществе», по словам князя Долгорукого, Шувалова держала открытый дом, «где науки, художества, стихи, театр и все, пленяющее воображение, похищало первое место в разговоре, занятиях и забавах».
Усвоив себе деистические воззрения своего мужа, горячего поклонника Вольтера, графиня доктринами последнего пользовалась в жизни, чтобы оправдать свои слабости, и в этом духе воспитывала своих дочерей. В 1776 г. Шуваловы снова отправились за границу и поселились в Париже. «Шувалова ездит ко многим, а к ней никто; следственно, такое знакомство не всякому приятно», — писал в то время Фонвизин. Мадам дю Деффан называет её женщиной несносно скучной, хотя и вежливой.

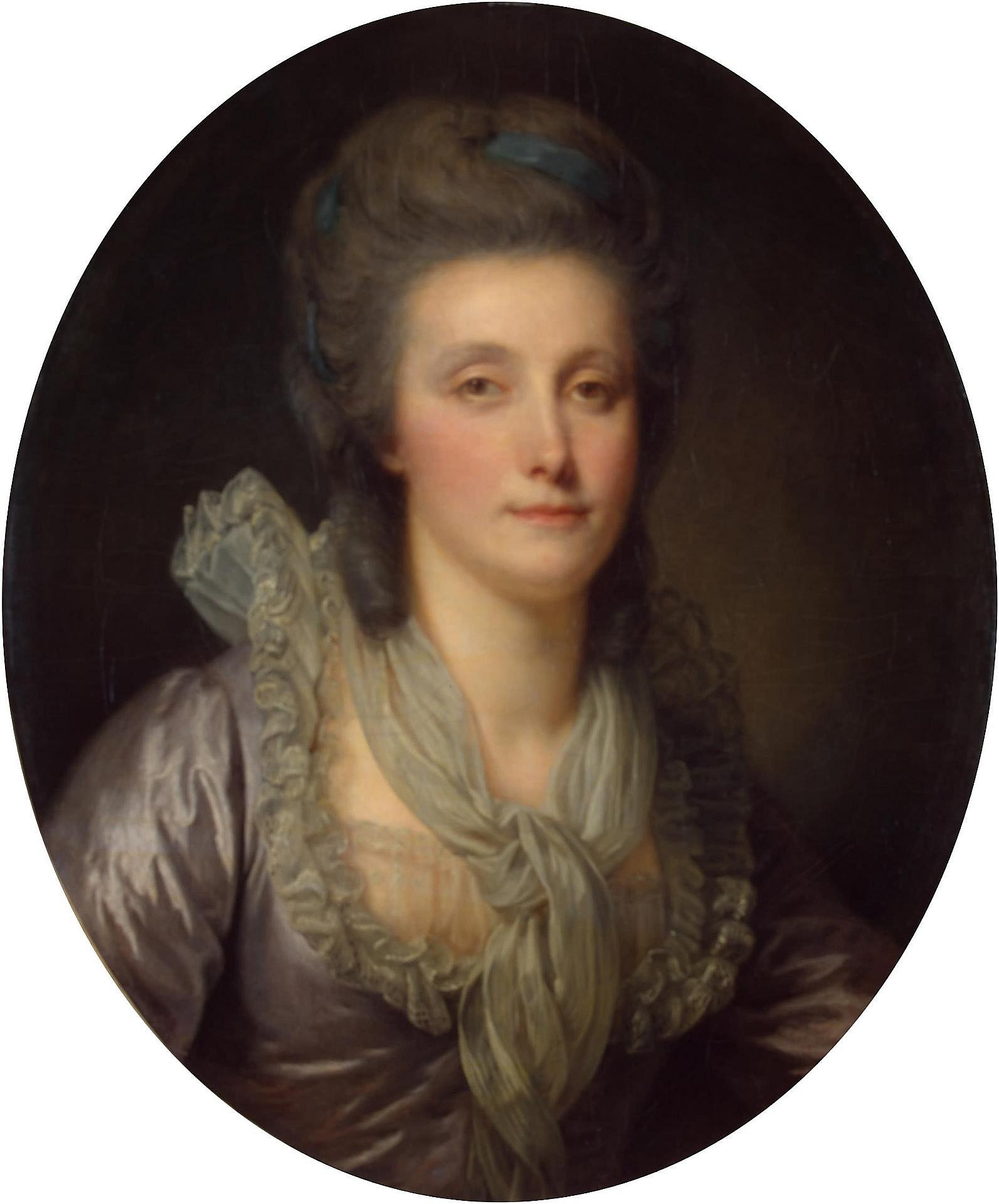
Портрет Шуваловой, написанный в Париже модным художником Грёзом

В 1781 г. Шувалова вернулась в Петербург и через 8 лет овдовела. Оставаясь при дворе, она в 1792 г. была пожалована в статс-дамы, и в том же году императрица поручила ей, как опытной в заграничных путешествиях, привезти в Петербург молодых принцесс Баден-Дурлахских, из которых одна предназначалась в невесты великому князю Александру Павловичу. Шувалова выполнила возложенное на неё поручение очень искусно; отправилась за границу под предлогом поездки на ахенские воды и, вернувшись с принцессами в Россию, в день обручения великой княгини Елизаветы Алексеевны была назначена состоять при ней гофмейстериной.
На этом поприще Шувалова настолько проявила свою склонность к интригам, что восстановила против себя великокняжеский двор и была прозвана la grande clabaudeuse («великая злопыхательница»). Невзлюбив великого князя, она, по словам А. Я. Протасова, всячески старалась поселить рознь между молодыми супругами, во всем угождая великой княгине и постоянно указывая ей на ошибки её мужа. Результатом такого её поведения было единогласное и резкое осуждение всех окружающих. Великий князь Александр ненавидел Шувалову, а отец его Павел Петрович не скрывал своего презрения к ней.
По свидетельству В. Головиной, для укрепления своего положения Шувалова пыталась подольститься к князю Зубову, став «главной поверенной чувств его»:
Графиня Шувалова, друг Вольтера и Даламбера, пользуется их доктринами, чтобы оправдывать свои слабости. Она хитрая интриганка и приносит всё в жертву фавору. В то время идолом, перед которым она курила фимиам, был Платон Зубов.
По восшествии на престол императора Павла она была устранена от должности гофмейстерины, но в день коронации в 1797 году пожалована в кавалерственные дамы ордена св. Екатерины 2-й степени и через два года только добилась ленты. Вскоре за тем она получила разрешение уехать за границу. В 1809 году Екатерина Павловна вместе с дочерью Александрой, вышедшей за князя Дидрихштейна, перешла в католичество. Она постоянно проживала в Риме во дворце на виа делла Скрофа, который римляне называют палаццо Голицына. Умерла Шувалова 13 октября 1817 года. Тело её перевезено было в Петербург и погребено в Александро-Невской лавре.

## Дети
- Прасковья Андреевна (1767—1828), писательница, была замужем за князем Михаилом Андреевичем Голицыным (1765—1812).
- Пётр Андреевич (1771—1808), генерал-адъютант при императоре Павле I. Был женат на княжне Софьи Григорьевне Щербатовой (1776—1849), имели двух дочерей и двух сыновей, их внуки Пётр и Павел Андреевичи Шуваловы.
- Александра Андреевна (1775—1847), была замужем с 1797 года за князем Францем Иосифом фон Дитрихштейном (1767—1854).
- Павел Андреевич (1776—1823), генерал-адъютант при императоре Александре I. Был женат с 1815 года на Варваре Петровне Шаховской (1796—1870), имели двух сыновей.

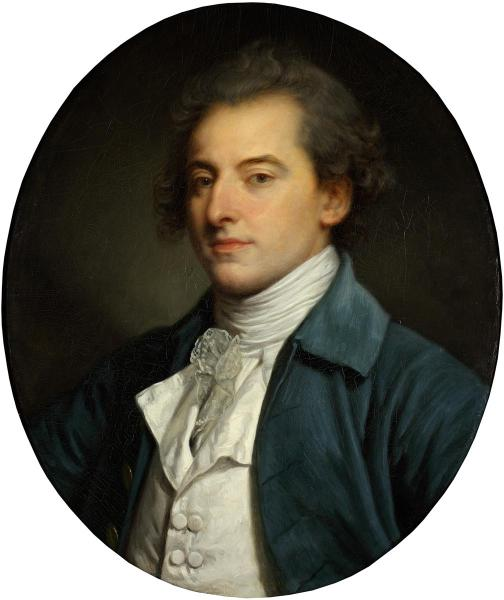
Андрей Петрович, муж
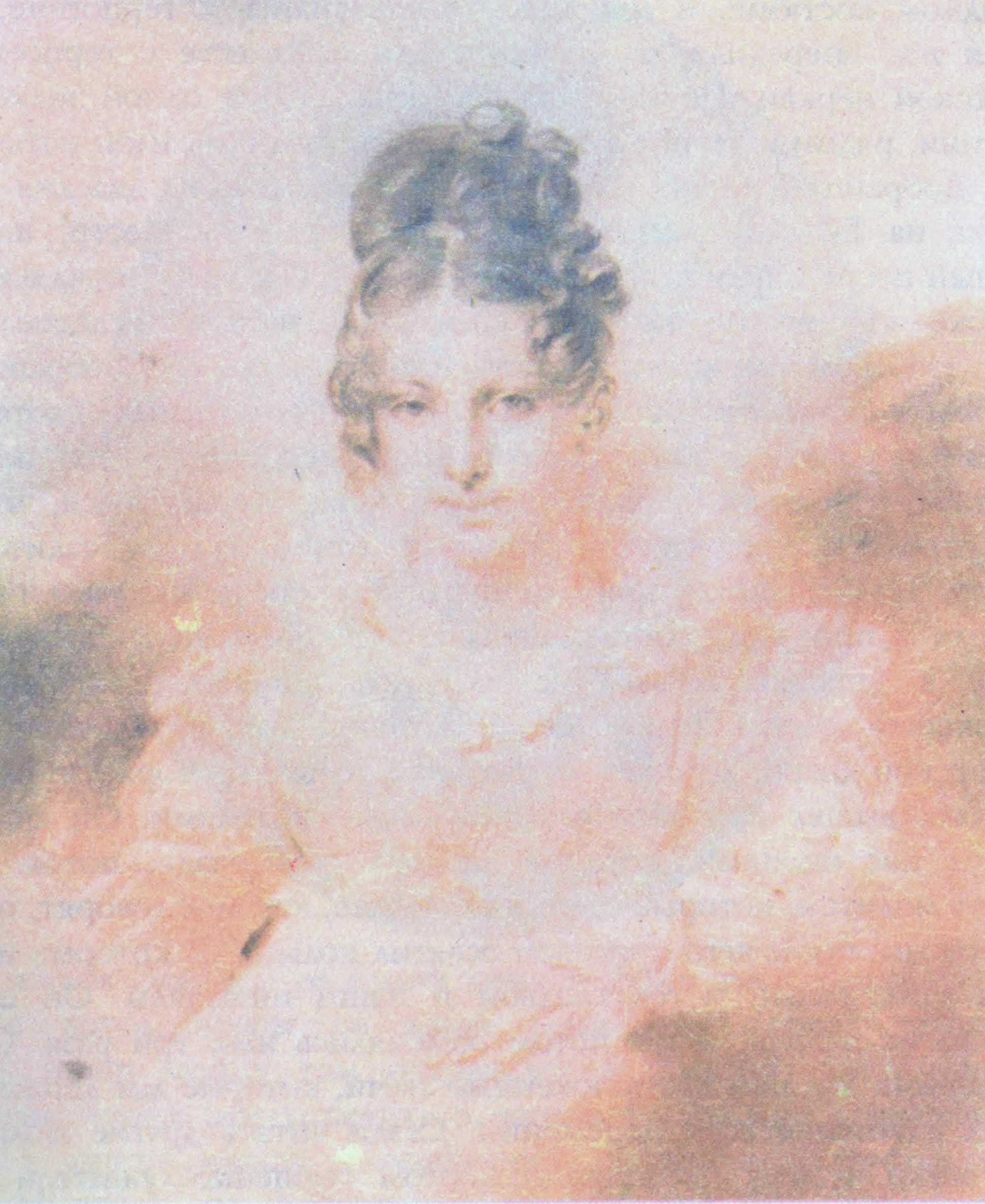
Прасковья
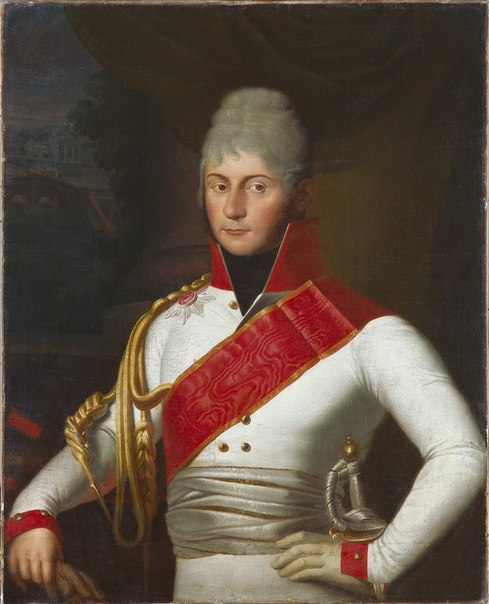
Пётр
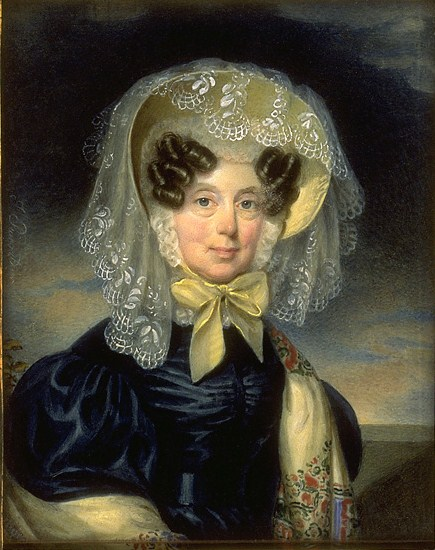
Александра
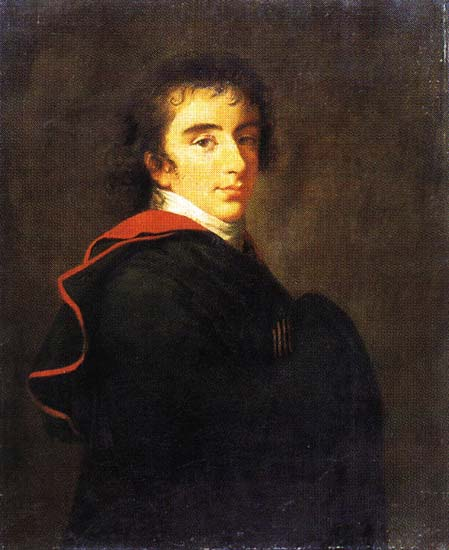
Павел

## Источник
- М. П. Шувалова, Екатерина Петровна // Русский биографический словарь : в 25 томах. — СПб.—М., 1896—1918.